# Anunciação (El Greco, Illescas)
A Anunciação é uma obra de El Greco, feita entre 1603 e 1605 durante seu último período em Toledo. Está preservado no santuário de Nossa Senhora da Caridade.
Em 1603, El Greco, através de seu filho, obteve um contrato para pintar quatro quadros para a igreja do antigo Hospital de la Caridad em Illescas (Toledo). As pinturas correspondem ao período tardio do pintor.